# Coxicerberus anfindicus
Coxicerberus anfindicus is een pissebed uit de familie Microcerberidae. De wetenschappelijke naam van de soort is voor het eerst geldig gepubliceerd in 1978 door Messana, Argano & Baldari.